# Divine Sealing
Divine Sealing est un jeu vidéo shoot them up non-licencié sorti en 1991 sur Mega Drive. Le jeu a été développé par CYX.

## Système de jeu
À la fin de chacune des cinq missions, la femme que le joueur a sauvé fait un striptease.